# Albee
劉璟瑩（英語：Albee Liu；1987年7月20日—），臺灣女藝人、演員、主持人，藝名范乙霏、Albee，畢業於世新大學新聞系。為選秀節目《我愛黑澀會》美眉之一，活躍於各大電視節目並主持多樣活動。

## 演藝生涯
2006年11月起，劉璟瑩參與選秀節目《我愛黑澀會》。2012年，組成樂團「Dr.Magpie玫革派」。2014年2月，她加入華視綜藝遊戲節目《天才衝衝衝》，擔任助理主持人，至2018年3月結束主持工作。2017年7月，劉璟瑩轉換經紀公司，加入「宏將多利安」，成為李毓芬的同門師妹。2018年，劉璟瑩登上男性生活娛樂時尚雜誌《FHM男人幫》，成為該年度1月號雜誌封面人物；同年，她參演果陀搖滾音樂劇《吻我吧娜娜》。

## 作品

### 主持作品

#### 電視節目
| 年份        | 節目名稱                     | 播出頻道            | 主持人                                                |
| ----------- | ---------------------------- | ------------------- | ----------------------------------------------------- |
| 2010年      | 全民最大黨                   | 中天娛樂台          | 助理主持                                              |
| 2010-2011年 | 歡樂幸運星                   | 衛視中文台          | 胡瓜、Albee（助理主持）                               |
| 2012年      | 感觸日本                     | 民視                | Albee、鍾欣怡                                         |
| 2014-2018年 | 天才衝衝衝                   | 華視                | 徐乃麟、曾國城、Albee（助理主持）、張文綺（助理主持） |
| 2015年      | 悠遊台北                     | 悠遊台北（YouTube） | Albee                                                 |
| 2015年      | 食尚玩家-就要醬玩            | TVBS歡樂台          |                                                       |
| 2017年      | 天天樂財神                   | 中天娛樂台          | 徐乃麟、梁赫群、Albee（代班助理主持）                 |
| 2018年      | 閨蜜愛旅行                   | 台視、東森綜合台    | 蔡燦得、Albee                                         |
| 2019-2020年 | 超級同學會                   | 華視                | 黃子佼、卜學亮、宇珊、范乙霏                          |
| 2019年      | holyland game party 電競舞林 | 華視                | 范乙霏                                                |
| 2019年      | 歡迎光琳                     | 緯來綜合台          | 沈玉琳、范乙霏                                        |
| 2021年      | 挑戰吧！大神                 | 東風衛視            | 徐乃麟、范乙霏（代班主持）                            |
| 2022年      | 啥款？！外國人               | Yahoo TV            | 范乙霏                                                |
| 2023年      | 賀瓏夜夜秀 (第一季)          | 薩泰爾娛樂          | 賀瓏、Albee（副主持）                                 |
| 2025年      | 賀瓏夜夜秀 (第二季)          | 薩泰爾娛樂          | 賀瓏、Albee（副主持）                                 |

#### 大型活動與晚會
- 2017年 嘉義跨年晚會
- 2018年 大甲鎮瀾宮-媽祖之光
- 2018年 Holyland 三創電競勇者盃
- 2018年 五分埔街舞衣術節
- 2019年 Holyland 三創電競勇者盃
- 2019年 五分埔街舞衣術節
- 2019年 西湖渡假村跨年
- 2023年 新竹縣公益慈善跨年晚會

### 戲劇作品

#### 電視劇與網路劇
- 2010年《死神少女》 飾演 立娜（第13、14集）
- 2012年《花是愛》  飾演 張蓓蓓
- 2013年《真愛趁現在》 飾演 Albee
- 2013年《遇見幸福300天》 飾演 啾咪
- 2014年《有愛一家人》 飾演 護士
- 2014年《16個夏天》 飾演 婷婷
- 2014年《PMAM之美好偵探社》 飾演 櫃台小姐
- 2014年《天后之征》 飾演 貝貝
- 2015年《我的15分鐘》 飾演 小乖
- 2017年《平凡很幸福》 飾演 青年廖幸枝
- 2022年《正義的算法》 飾演 安琪拉
- 2024年《人生清理員》 飾演 網紅莎莎

#### 電影
- 2017年《絕命直播間》
- 2020年《美人清除計畫》飾演 阿雅

#### 舞台劇
- 2018-2019年（果陀劇場）《吻我吧娜娜》
- 2020年（果陀劇場）《我的大老婆》
- 2021年 （全民大劇團） 《丞相，起風了》
- 2022年（果陀劇場）《摘心米其林》
- 2024年（果陀劇場）《穿越門中門》

#### 音樂錄影帶
| 年份 | 歌手          | 歌曲   |
| ---- | ------------- | ------ |
| 2017 | 陳奕迅        | 之外   |
| 2018 | 陳零九&范乙霏 | 在一起 |

### 音樂作品

#### 演唱會
- 2017年 歡迎來到鵝毛筆奇幻大星球Albee個人演唱會

## 爭議
2015年11月30日傍晚，Albee與友人到花蓮縣吉安鄉「轟炸雞場」用餐，Albee用餐後在餐廳開臉書直播，評論菜色糟糕、食物難吃。事後店家受訪時表示會再檢討，亦在臉書貼文回應Albee並道歉。之後Albee刪除影片，並發文為自己的態度道歉；同年12月16日，Albee出席活動時公開道歉。後於2017年和2021年，Albee亦公開道歉。

## 外部連結
- Albee的Facebook專頁
- Albee的新浪微博
- Albee的Instagram帳戶
- YouTube上的Albee頻道